# Neoblavia scoteola
Neoblavia scoteola là một loài bướm đêm thuộc phân họ Arctiinae, họ Erebidae.